# 大沢山温泉
大沢山温泉（おおさわやまおんせん）は、新潟県南魚沼市大沢にある温泉。南魚沼市内に13ある温泉の一つである。上越線大沢駅付近から塩ノ又に通じる新潟県道76号十日町当間塩沢線の大沢峠に向かう途中にある。

## 泉質
- ナトリウム-塩化物・炭酸水素塩温泉（低張性弱アルカリ低温泉）[2]
  - 源泉温度27.2℃[2]

### 効能
※ 効能は万人に対してその効果を保障するものではない。
皮膚病、婦人病、神経痛、リューマチなど。湯は透明で肌によいとの定評がある。

## 温泉街
大沢山温泉には旅館が3軒ある。温泉街というより山間の秘湯で、3軒は点在するように建つ。
元湯である幽谷荘は普通の民家のような旅館であり、露天風呂などはなく、これといった特徴のない男女別の内湯があるだけであるが、源泉をそのまま加温した掛け流しの温泉が堪能できる。入浴のみの利用も可能である。
里山十帖（さとやまじゅうじょう）は幽谷荘から沢向かいの高台にある。2014年（平成26年）に雑誌編集を行う株式会社自遊人が築150年の古民家を再生する形で宿泊業に進出して開業した施設である。2014年度グッドデザイン賞を受賞した。グッドデザインBEST100にも選出され、モノづくりデザイン賞も受賞している。2024年（令和6年）には日本ミシュランタイヤが3段階の鍵のマークで評価するミシュランキーで1ミシュランキーを獲得した。
大沢舘（おおさわかん）は幽谷荘のやや下流にある。2020年代に入り前経営者が亡くなり、継続困難となっていたが、南魚沼市石打の旅館「丸山温泉 古城館」が2024年（令和6年）4月に事業承継をした。1年2カ月をかけて改装され、2025年（令和7年）にリニューアルオープンした。

## 歴史
大沢山温泉は寛永7年（1630年）創業と伝わる。現在の源泉は当時のものではない。　すぐ近くにある祠が当時の源泉。
そのため幽谷荘の源泉は「新湯」と呼ばれている

## アクセス
- 鉄道 : JR東日本上越線大沢駅下車。塩ノ又方面へ向かう県道76号沿いにあり、大沢駅から約2.5kmの距離にある。バスなどの公共交通はない。宿泊予定の宿に、大沢駅到着時刻をあらかじめ連絡しておけば、大沢駅まで送迎をしてもらえる。
- 車 : 関越自動車道塩沢石打インターチェンジより、国道17号から砂押で左折し、県道76号にはいり、上越国際スキー場の大沢ゲレンデに向かう分岐に位置する。約15分。